# Muriel (Valladolid)
Muriel is een gemeente in de Spaanse provincie Valladolid in de regio Castilië en León met een oppervlakte van 22,55 km². Muriel telt 143 inwoners (1 januari 2016).

## Demografische ontwikkeling
Bron: INE, 1857-2011: volkstellingen